# Aphanolejeunea azorica
Aphanolejeunea azorica là một loài Rêu trong họ Lejeuneaceae. Loài này được (V. Allorge & Jovet-Ast) Bernecker & Pocs mô tả khoa học đầu tiên năm 2003.